# Franc Blažič
Franc Blažič, slovenski rimskokatoliški duhovnik, narodni buditelj in publicist, * 5. oktober 1829, Orehek, Postojna, † 27. julij 1899 Dolenja Vas, Lupoglav.      

## Življenje in delo
Rodil se je v kmečki družini očetu Matiji in materi Katarini.
Bogoslovje je študiral v Gorici in bil 20. avgusta 1854 posvečen v mašnika. Služboval je v hrvaškem delu Istre. Bil je kaplan in učitelj v Kastavu (1854-1856), Novigradu (1856-1858), Lindaru (1858-1863), ponovno v Kastavu (1863-1866) in Tinjanu (1866-1868), nato pa župni upravitelj v Krbunah (1868-1869) in Dolenji Vasi pod Učko (od 1869), kjer je nato postal župnik in tam ostal vse do smrti.
Blažič je bil že kot bogoslovec med najbolj vnetimi učenci narodnega buditelja Štefana Kociančiča. Ob stoti obletnici ustanovitve goriške nadškofije
je 1851 kot bogoslovec spisal Kratka povestnica Goriške nadškofije. Knjižica, kateri uvod je spisal prof. Kociančič, je izšla 1853 pri Mohorjevi družbi. Naslednje leto je v Ljubljani izdal Zrkalo lepih zgledov iz cerkvene zgodovine. Blažič je povsod kjer je služboval pospeševal šolstvo: bil je hkrati dušni pastir  in učitelj v župnijski ali osnovni šoli. Budno je spremljal razvoj narodne rasti med Slovenci. Javno je nastopil 7. avgusta 1870  na taboru v Kubedu in zahteval uvedbo slovenskega in hrvaškega jezika v šole in urade.